# Aricia Tholus
L'Aricia Tholus è una struttura geologica della superficie di 4 Vesta.